# Playing with Numbers
Playing with Numbers – singiel irlandzkiej piosenkarki i pianistki Molly Sterling napisany przez samą artystkę we współpracy z producentem Gregiem Frenchem.
Utwór będzie reprezentował Irlandia podczas 60. Konkursu Piosenki Eurowizji w 2015 roku dzięki wygraniu krajowych eliminacji rozegranych podczas specjalnego wydania talk-show The Late Late Show. Na początku lutego numer został wybrany jako jedna z pięciu propozycji do zdobycia tytułu, miesiąc później zdobyła ostatecznie największą liczbę łącznie 104 punktów w finałowym głosowaniu telewidzów i komisji jurorskiej, dzięki czemu reprezentowała Irlandię podczas Konkursu Piosenki Eurowizji organizowanego w Wiedniu.
21 maja utwór został zaprezentowany w drugim półfinale Konkursu Piosenki Eurowizji, w którym zajął ostatecznie 12. miejsce i nie awansował do finału.